# Jean Longhi
Pour les articles homonymes, voir Longhi.
Jean Longhi est un résistant français, né à Corte (Haute-Corse) le 9 août 1911 et mort le 25 décembre 2005.

## Biographie
Jean Longhi, né en Corse en 1911, est le fils d'Antoine Longhi, mécanicien-ajusteur à la cartoucherie de Vincennes.
Ayant échoué au concours d'entrée à l’École nationale d’arts et métiers de Paris, il travaille comme dessinateur industriel à la cartoucherie de Vincennes, puis dans divers autres établissements à Aubervilliers et Colombes.
Il milite à la CGT et au Parti communiste français. En raison de ses compétences en armement et de son engagement durant l’entre-deux-guerres aux côtés des Républicains, il participe à la guerre d'Espagne entre 1937 et 1938 où il dirige un atelier de fabrication de pistolets mitrailleurs Beretta, avec 800 personnes sous ses ordres. Après la défaite des Républicains espagnols, il revient en France en 1939. Il devient membre du Front National de la Lutte pour l’Indépendance de la France (créé en 1941), mouvement créé par le Parti communiste.
Recherché par la police car fiché militant communiste, il se réfugie dans le Morvan et prend le surnom de « Grandjean », après la dissolution du groupe de résistance dont il était membre de juin à août 1941 (groupe créé à Colombes par René Appéré fusillé par les Allemands). Il crée alors en octobre 1941, avec son ami Paul Bernard, le « Maquis Camille » installé à la Ferme des Goth (d'où la tête de  Goth représentée sur son insigne), dans la forêt au Duc près de Quarré-les-Tombes, un des plus importants du Morvan. Il est placé à la tête du service départemental « Maquis » et est en rapport avec le chef du service national à Paris. Il organise le premier parachutage anglais sur le Morvan, le 22 novembre 1942 près de Saint-Léger-Vauban. Il crée avec sa sœur Lucette un service de santé et un hôpital de campagne au château de Vermot.
Fin 1943, il est nommé par le Service National Maquis responsable de l’ensemble des maquis de la Nièvre. Il fait partie de l’État-major départemental des Forces françaises de l’Intérieur (FFI). Après le débarquement, il reçoit au Maquis Camille les groupes SAS et les missions Jedburgh. Il participe à la libération de Nevers le 9 septembre 1944.
Démobilisé, il part travailler à Fourchambault, puis devient directeur technique de l'atelier de réparation de l'aéronautique à Boufarik (Algérie). Après un passage à Paris dans l’enseignement technique, il retourne en Algérie pour y former ouvriers et techniciens aéronautiques. À la fin de la guerre d'Algérie il est muté à l'École nationale des ingénieurs de constructions aéronautiques, à Toulouse.
Retraité en 1976, il collabore avec des historiens de l’Université de Dijon. 
En 1978, il s’installe définitivement à Saint-Martin-du-Puy dans la (Nièvre) où il s’active à être un « passeur de mémoire », notamment auprès des jeunes. Il prend en particulier une part active à la création du musée de la Résistance en Morvan à Saint-Brisson.
Elu lors des élections municipales de 1989, il devient maire de sa commune. Pendant ces six années de mandat, il donne une impulsion décisive au développement de son village. Grâce à son impulsion, naîtrons plusieurs associations sportives et festives, telles le Racing-club de Saint-Martin du Puy qui organisera la pratique du foot-ball et du tennis de table dans le bourg et dans le principal hameau de la commune, Plainefas. L'association  Avenir Saint-Martin, quant à elle, assurera l'organisation de fêtes, vide-greniers et repas conviviaux assurant ainsi une attractivité réelle du village.
Il reçoit, en 2002, les insignes de Commandeur de la Légion d’Honneur. Il décède en 2005 à l’âge de 94 ans.

## Décorations
- Commandeur de la Légion d'honneur

## Publications
- « Le 1er parachutage anglais en Morvan, pour la Résistance française, 22 novembre 1942 », 1996, dans Le Morvan pendant la Seconde Guerre Mondiale, Directeur de la publication : Marcel Vigreux ; deuxième partie : Résistance, Chap :II.Ed : ARORM, Musée de la Résistance à Saint-Brisson (Nièvre), réédition, 2009.
- « Histoire de maquis Camille, un des plus anciens du Morvan », 1996, dans Le Morvan pendant la Seconde Guerre Mondiale, deuxième partie ; La Résistance, Chap IV, et Chap V : « Le Rôle et l'action du Chef départemental Maquis de la Nièvre » dans la troisième partie de l'ouvrage, la présentation de La Résistance en Morvan dans le cadre de l'exposition à la Maison du Parc naturel régional du Morvan à Saint-Brisson[3].
- « Ami, entends-tu... : vies et combats de deux résistants oubliés du Morvan », 17 mai 2024, auteur : Thierry Martinet, éditions au Temps des cerises[4].